# Challenger de Cherburgo-Octeville

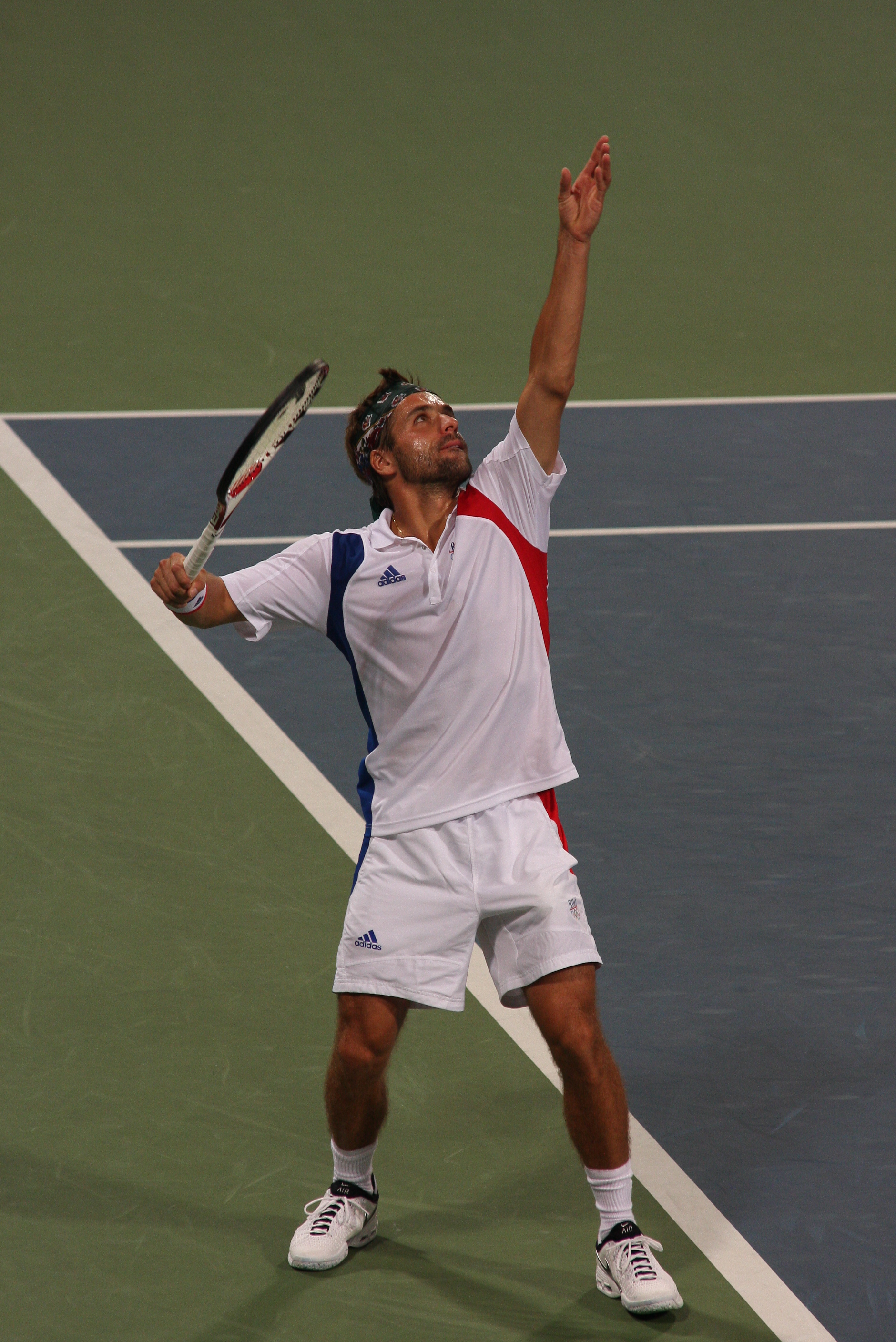
Arnaud Clément ganador en individuales al ganarle la final a Ascione y de dobles junto a Roger-Vasselin en el año 2009

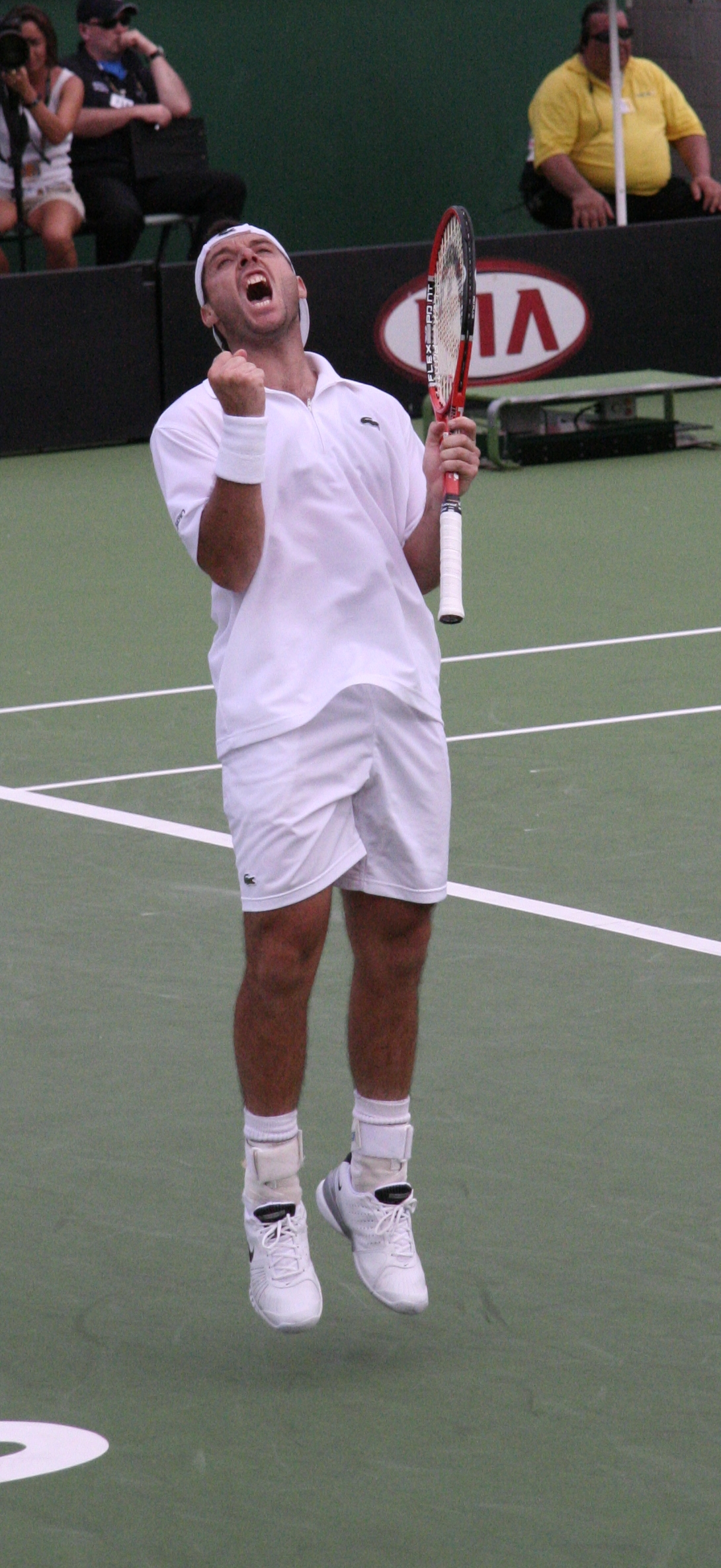
Sébastien Grosjean es uno de los ocho franceses que ganaron el torneo en individuales de un total de dieciséis torneos disputados

EL Challenger La Manche es un torneo profesional de tenis. Pertenece al ATP Challenger Tour. Se juega desde el año 1994 sobre pistas duras cubiertas, en Cherburgo-Octeville, Francia.

## Palmarés[3]

### Individuales
| Año  | Campeón               | Finalista              | Resultado         |
| ---- | --------------------- | ---------------------- | ----------------- |
| 2025 | Pierre-Hugues Herbert | Jelle Sels             | 6–3, 6–4          |
| 2024 | Zsombor Piros         | Matteo Martineau       | 6–3, 6–4          |
| 2023 | Giulio Zeppieri       | Titouan Droguet        | 7–5, 7–6(4)       |
| 2022 | Benjamin Bonzi        | Constant Lestienne     | 6–4, 2–6, 6–4     |
| 2021 | Ruben Bemelmans       | Lukáš Rosol            | 6–4, 6–4          |
| 2020 | Roman Safiullin       | Roberto Marcora        | 6–4, 6–2          |
| 2019 | Ugo Humbert           | Steve Darcis           | 6–7 (6), 6–3, 6–3 |
| 2018 | Maximilian Marterer   | Constant Lestienne     | 6–4, 7–5          |
| 2017 | Mathias Bourgue       | Maximilian Marterer    | 6–3, 7–6(7–3)     |
| 2016 | Jordan Thompson       | Adam Pavlásek          | 4–6, 6–4, 6–1     |
| 2015 | Norbert Gombos        | Benoît Paire           | 6–1, 7–6(7–4)     |
| 2014 | Kenny de Schepper     | Norbert Gomboš         | 3–6, 6–2, 6–3     |
| 2013 | Jesse Huta Galung     | Vincent Millot         | 6–1, 6–3          |
| 2012 | Josselin Ouanna       | Maxime Teixeira        | 6–3, 6–2          |
| 2011 | Grigor Dimitrov       | Nicolas Mahut          | 6–2, 7–6(4)       |
| 2010 | Nicolas Mahut         | Gilles Müller          | 6–4, 6–3          |
| 2009 | Arnaud Clément        | Thierry Ascione        | 6–2, 6–4          |
| 2008 | Thierry Ascione       | Kristian Pless         | 7–5, 7–6(5)       |
| 2007 | Federico Luzzi        | Jérôme Haehnel         | 7–5, 7–6(6)       |
| 2006 | Nicolas Mahut         | Jean-Christophe Faurel | 6–2, 6–4          |
| 2005 | Rik de Voest          | Nicolas Mahut          | 7–5, 6–2          |
| 2004 | Julien Jeanpierre     | Roko Karanušić         | 6–1, 6–2          |
| 2003 | Sergio Roitman        | Rafael Nadal           | 6–3, 5–7, 6–4     |
| 2002 | Lionel Roux           | Jean-René Lisnard      | 6–4, 5–7, 6–3     |
| 2001 | Orlin Stanoytchev     | Clemens Trimmel        | 6–4, 3–6, 7–5     |
| 2000 | Julien Boutter        | Mijaíl Yuzhny          | 6–1, 6–0          |
| 1999 | Sébastien Grosjean    | Antony Dupuis          | 4–6, 6–3, 6–0     |
| 1998 | Jérôme Golmard        | Gianluca Pozzi         | 3–6, 6–4, 6–3     |
| 1997 | Frederik Fetterlein   | Lionel Roux            | 6–3, 6–4          |
| 1996 | Magnus Gustafsson     | Kenneth Carlsen        | 6–7, 7–6, 6–4     |
| 1995 | Gianluca Pozzi        | Kenneth Carlsen        | 1–6, 7–6, 6–4     |
| 1994 | Thierry Guardiola     | Lionel Roux            | 6–4, 6–4          |

### Dobles
| Año  | Campeones                               | Finalistas                              | Resultado                |
| ---- | --------------------------------------- | --------------------------------------- | ------------------------ |
| 2025 | Oleg Prihodko Vitaliy Sachko            | Lukáš Pokorný Giorgio Ricca             | 6–2, 6–2                 |
| 2024 | George Goldhoff James Trotter           | Ryan Nijboer Niklas Schell              | 6–2, 6–3                 |
| 2023 | Ivan Liutarevich Vladyslav Manafov      | Karol Drzewiecki Kacper Żuk             | 7–6(10), 7–6(7)          |
| 2022 | Jonathan Eysseric Quentin Halys         | Hendrik Jebens Niklas Schell            | 7–6(6), 6–2              |
| 2021 | Lukáš Klein Alex Molčan                 | Antoine Hoang Albano Olivetti           | 1–6, 7–5, [10–6]         |
| 2020 | Pavel Kotov Roman Safiullin             | Dan Added Albano Olivetti               | 7–6(6), 5–7, [12–10]     |
| 2019 | Robert Galloway Nathaniel Lammons       | Javier Barranco Cosano Raúl Brancaccio  | 4–6, 7–6(4), [10–8]      |
| 2018 | Romain Arneodo Tristan-Samuel Weissborn | Antonio Šančić Ken Skupski              | 6–3, 1–6, [10–4]         |
| 2017 | Roman Jebavý Igor Zelenay               | Dino Marcan Tristan-Samuel Weissborn    | 7–64, 6–74, [10–6]       |
| 2016 | Ken Skupski Neal Skupski                | Yoshihito Nishioka ldin Šetkić          | 4–6, 6–3, [10–6]         |
| 2015 | Andreas Beck Jan Mertl                  | Rameez Junaid Adil Shamasdin            | 6–2, 3–6, [10–3]         |
| 2014 | Henri Kontinen Konstantin Kravchuk      | Pierre-Hugues Herbert Albano Olivetti   | 6–4, 63–7, [10–7]        |
| 2013 | Sanchai Ratiwatana Sonchat Ratiwatana   | Philipp Marx Florin Mergea              | 7–5, 6–4                 |
| 2012 | Laurynas Grigelis Uladzimir Ignatik     | Dustin Brown Jonathan Marray            | 4–6, 7–6(9), [10–0]      |
| 2011 | Pierre-Hugues Herbert Nicolas Renavand  | Nicolas Mahut Édouard Roger-Vasselin    | 3–6, 6–4 [10–5]          |
| 2010 | Nicolas Mahut Édouard Roger-Vasselin    | Harsh Mankad Adil Shamasdin             | 6–2, 6–4                 |
| 2009 | Arnaud Clément Édouard Roger-Vasselin   | Martin Fischer Martin Slanar            | 4–6, 6–2, [10–3]         |
| 2008 | Florin Mergea Horia Tecău               | Jean-Claude Scherrer Márcio Torres      | 7–5, 7–5                 |
| 2007 | Michal Mertiňák Robin Vik               | Łukasz Kubot Dick Norman                | 6–2, 6–4                 |
| 2006 | Jean-François Bachelot Stéphane Robert  | Sanchai Ratiwatana Sonchat Ratiwatana   | 7–6(5), 6–3              |
| 2005 | Sanchai Ratiwatana Sonchat Ratiwatana   | Jean-Christophe Faurel Nicolas Renavand | 6–3, 6–2                 |
| 2004 | Michal Mertiňák Alexander Waske         | Emilio Benfele Álvarez Jun Kato         | 6–4, 7–6(1)              |
| 2003 | Benjamin Cassaigne Rik de Voest         | Brandon Coupe Scott Humphries           | 6–7(17), 7–6(5), 7–6(11) |
| 2002 | Noam Behr Jonathan Erlich               | Julien Benneteau Lionel Roux            | walkover                 |
| 2001 | Julian Knowle Lorenzo Manta             | Cedric Kauffmann Frédéric Niemeyer      | 3–6, 6–4, 6–3            |
| 2000 | Julien Boutter Michaël Llodra           | Julien Benneteau Nicolas Mahut          | 2–6, 6–4, 7–5            |
| 1999 | Michael Hill Andrew Painter             | Massimo Bertolini Cristian Brandi       | 7–5, 7–6                 |
| 1998 | Massimo Ardinghi Massimo Bertolini      | Jean-Philippe Fleurian Stephane Simian  | 6–3, 2–6, 6–4            |
| 1997 | Max Mirnyi Kevin Ullyett                | Stefano Pescosolido Vincenzo Santopadre | 6–3, 6–7, 6–4            |
| 1996 | Marius Barnard Bill Behrens             | João Cunha Silva Mathias Huning         | 6–2, 4–6, 6–3            |
| 1995 | Bill Behrens Matt Lucena                | Marius Barnard Stefan Kruger            | 7–6, 6–1                 |
| 1994 | Neil Broad Johan de Beer                | Donald Johnson Kent Kinnear             | 7–6, 2–6, 6–3            |